# Попов, Михаил Владимирович (предприниматель)
Михаил Владимирович Попов (родился 31 августа 1968 года) — российский предприниматель и управленец, председатель совета директоров, основатель и совладелец мясопромышленной компании «Останкино», образованной на базе активов Останкинского мясоперерабатывающего комбината, генеральным директором которого является с 1998 года. В 2009—2014 годы — член Общественной палаты Российской Федерации.

## Биография
Родился Белом Городке Калининской области в 1968 году. В 1985 году поступил в Московский станкоинструментальный институт, окончил вуз в 1996 году. В 1987—1989 годы проходил срочную службу в Вооружённых силах.
В 1992—1995 годы работал в «Элбим-банке» на экспертных и управленческих должностях, связанных с валютно-обменными операциями. В 1995—1998 годы — генеральный директор инвестиционной компании «Абсолют».
В 1998 году встал во главе группы инвесторов, получившей контроль над Останкинским мясоперерабатывающим комбинатом и возглавил предприятие. На базе активов Останкинского мясокомбината владельцами создана вертикально-интегрированная мясопромышленная компания «Останкино», управляющая несколькими свинокомплексами, тремя мясоперерабатывающими заводами, розничноторговой сетью; структура собственности не раскрывается, Попов является председателем совета директоров компании и называет себя одним из совладельцев. В 2005 году включён на 211-е место в список российских миллиардеров с оценкой состояния в 2,8 млрд руб. ($100 млн).
Воспитывает четверых детей.

## Общественная деятельность
С 2000 года — член Мясного союза России. С 2009 года — член совета директоров Национального союза свиноводов.
В 2009—2014 годы — член Общественной палаты (входил третий и четвёртый состав), руководитель рабочей группы по агропромышленному комплексу и продовольственным рынкам.